# روجلز من ريد جاب (فلم)
روجلز من ريد جاب  (بالإنجليزية: Ruggles of Red Gap) هو فيلم كوميدي تم إنتاجه في الولايات المتحدة وصدر في سنة 1935.

## طاقم التمثيل
- تشارلز لوتون

## وصلات خارجية
- مقالات تستعمل روابط فنية بلا صلة مع ويكي بيانات